# Living Things
Living Things (с англ. — «Живые существа») — пятый студийный альбом американской рок-группы Linkin Park. Он был записан в 2011—2012 годах в Северном Голливуде, на студии NRG Studios в сотрудничестве с продюсером Риком Рубином и выпущен в США 26 июня 2012 года на лейбле Warner Bros. Records. Пытаясь отделаться от статуса ню-метал-группы и избавиться от своего прежнего, привычного звучания, в новом альбоме Linkin Park добавили к своему звучанию такие жанры, как фолк и электронная музыка. Тематически альбом отличается от своего предшественника, A Thousand Suns, он повествует о проблемах личного характера и основан на собственном опыте музыкантов.
Уже в первую неделю после начала продаж альбом занял первое место в Billboard 200 и возглавил хит-парады ряда других стран, таких как Великобритания, Германия, Канада. В поддержку альбома Linkin Park выпустили 4 сингла (главным и наиболее успешным среди которых стал «Burn It Down»), организовали два концертных тура: всемирный Living Things Tour и американский Honda Civic Tour (совместно с Incubus).

## Предыстория
После выхода весьма успешного дебютного альбома Hybrid Theory, ставшего самым продаваемым альбомом 2001 года в США, и похожего на него по звучанию альбома Meteora, занявшего первое место в чарте Billboard 200, Linkin Park задумались о смене звучания. Над третьим альбомом группа решила работать с Риком Рубином. По словам барабанщика Роба Бурдона, Minutes to Midnight стал первым опытом, когда группа «сломала „стены“ и правила, а также выбралась из „комфортной зоны“… это стоило нам больших усилий». Третий альбом стал менее тяжёлым и успешным коммерчески. «Мы просто хотели сменить этикетку, с которой дальше жить не хотели», — объяснил Честер Беннингтон нежелание группы работать в том же стиле, что и раньше. При работе с четвёртым альбомом, A Thousand Suns, музыканты продолжили эксперименты со звуком, стараясь отдалиться от своего привычного звучания максимально далеко. «В противном случае мы были бы обречены записывать одну и ту же музыку, пока не распались бы», — пояснил Майк Шинода. Выход четвёртого альбома разделил фанатов и критиков на два лагеря: одни говорили, что это прекрасный альбом, другие — что это самый ужасный альбом из тех, которые они слышали. Экспериментальный, мрачный, альбом в абсолютной степени отличался от музыки, которая сделала Linkin Park теми, кто они есть. Несмотря на неоднозначность отзывов, A Thousand Suns стал более коммерчески успешным, чем предыдущий альбом.
Беннингтон и Шинода хотели, чтобы новый альбом стал энергичным, чтобы каждая песня могла попасть в концертный сет-лист и сделать выступление насыщенным. В статусе только ню-метал-группы Linkin Park чувствовали себя некомфортно. При записи Minutes To Midnight и A Thousand Suns рождались демозаписи, очень похожие на материал первых двух альбомов, такие записи всегда встречались негативной реакцией членов группы. Всем музыкантам нравилось экспериментировать, открывать для себя что-то новое, с каждым экспериментом появлялся новый способ создавать песню. За время работы над альбомами у музыкантов накопилось очень много таких способов. Им хотелось реализовать их все, использовать весь свой накопившийся опыт, и при создании нового альбома они делали упор на подход, который позволил бы им использовать все имеющиеся в запасах приёмы.

## Запись
Работа над альбомом началась в апреле 2011 года, в середине A Thousand Suns World Tour. В июне 2011 Честер Беннингтон в интервью журналу Kerrang! сказал: «Мы работаем над новым альбомом последние два месяца. Музыка великолепна, и мы на пути к тому, чего мы ожидаем в конце. Там нет шума, но есть много хороших песен». Также в июне 2011 года Беннингтон в интервью Rolling Stone рассказал, что группа намерена выпускать новые альбомы каждые 18 месяцев и что они будут шокированы, если альбом не выйдет в 2012 году. Группа продолжает записывать и выпускать новый материал даже во время гастролей. «Тур в течение двух лет мучителен. Когда мы в туре в течение двух лет, даже самый стойкий человек в группе, в конце концов, становится чертовски несчастным». Он также подробно остановился на своих идеях в интервью MTV: «Мы отлично начали. У нас много великолепной музыки, много хороших идей. Творчество продолжает постоянно бить ключом в нас последние несколько лет».
«Если вы спросите Рика о нашем процессе в целом, он подчеркнет, что никто не сочиняет музыку так, как мы. Он действительно так категорично и заявил, что наш процесс – нечто экстраординарное. Думаю, он бы назвал это скорее студийным проектом, чем джеммингом группы».
Площадкой для записи стали NRG Studios, студии A и B, где группа записала все альбомы, кроме одного. Дополнительная запись велась в Stockroom. Как и при работе над прошлыми альбомами, в этот раз группа решила сотрудничать с Риком Рубином, его сопродюсером стал Майк Шинода. Linkin Park рассмотрели некоторые другие варианты, но потом отбросили их, решив, что Рик просто идеально для них подходит.
Все музыканты были настроены на то, чтобы максимально далеко уйти от звучания первых двух альбомов. Они слушали фолк от 20-х до 70-х годов: Шинода и Делсон слушали музыку более раннего периода (совершенно случайно они наткнулись на концертный сборник фолка 20-х—30-х годов), Беннингтон запойно слушал Боба Дилана, Джонни Кэша — поэтому в начале записи песни сильно походили на классический фолк, в основном с акустическими гитарами. «Мы сыграли их для Рика, — вспоминает Беннингтон, — и он заявил что-то типа: „Да, это по звучанию фолк. Отличный фолк. Но разве вы, ребята, хотите записать фолковый альбом?“. На что мы отреагировали: „Ммммм, нет…“ [Смеётся] Так что мы начали мутить там со звучанием и осовременивать песни. Это было что-то типа: „Давайте-ка сделаем линкинпарковский фолк“».
Кроме всего прочего, Linkin Park давно хотели записать дуэт с кем-нибудь из молодых музыкантов, работающих в «смежной стилистике», поэтому Рубин однажды посоветовал им послушать работы композитора Оуэна Паллета, работавшего до этого с Arcade Fire. Музыкантам очень понравились его прежние работы, они связались с Паллетом, он приехал в студию. Результатом их сотрудничества стала песня «I’ll Be Gone».
Запись пятого альбома отличалась по своей схеме от записей прежних времён. Во время записи предыдущих пластинок музыканты раз в неделю или чаще собирались в студии, прослушивали материал, наработанный ими дома, и снова расходились. В этот раз всё было по-другому: группа решила попробовать что-то отличное от постоянных проверочных встреч, они стали просто писать и смотреть, куда это приведёт. Кроме того, раньше Linkin Park писали все партии отдельно, теперь же Рубин буквально заставил их попробовать писать все одновременно. Сама запись отличалась неустойчивостью. Песни могли изменяться на любой стадии, даже во время сведения или мастеринга. В частности, уже на стадии сведения в «In My Remains» были добавлены новый текст и гитарная партия, а в «Lies Greed Misery» был полностью изменен бридж. Но так как студия для сведения находилась в 20 минутах езды от студии звукозаписи, особого дискомфорта это не доставляло. «Я просто проехался в другой конец улицы, — рассказывал Шинода, — записал гитары, привез это все обратно, а Брэд сидел в это время за микшерским пультом. Я привез недостающие гитары ещё до того, как Брэд закончил разбираться с нашими записями».
Официально группа отпраздновала завершение записи 16 апреля.

## Подготовка к выпуску
9 апреля 2012 года на неофициальном Tumblr-аккаунте Linkin Park появился ролик под названием «Living Things», промовидео к альбому, которое содержало кадры с записью музыкантами альбома. В Твиттере Майк Шинода подтвердил достоверность этого видео. 10 апреля на YouTube появились две видеоподсказки. Первое видео под названием «Look deeper» (с англ. — «Смотри глубже») призывало посмотреть внимательнее это самое видео, подпись под ним гласила: «I’m here» (с англ. — «Я здесь»). Второе видео называлось «Hidden Meaning Behind Linkin Park’s Songs» (с англ. — «Скрытый смысл песен Linkin Park»), оно представляло собой нарезку из уже выпущенных песен Linkin Park, звучащую на фоне скриншота «лайка» из Facebook. Подпись под видео говорила: «Look further» (с англ. — «Смотри дальше»). 15 апреля Майк Шинода огласил название альбома — Living Things.
В интервью журналу Spin Майк Шинода и Честер Беннингтон подтвердили информацию о том, что новый альбом выйдет в июне, а также сыграли для журнала 5 новых песен, огласив их названия: «Burn It Down», «Lost in the Echo», «In My Remains», «Castle of Glass» и «I’ll Be Gone», записанная совместно с Оуэном Паллеттом.
17 апреля в полночь по московскому времени на официальном сайте Linkin Park появилась возможность сделать предзаказ альбома.

## Обложка и название
Художественное оформление альбома создавалось в конце февраля 2012 года в Лос-Анджелесе компанией Gentle Giant Studios, специализирующейся на сканировании и цифровом моделировании, ранее работавшей над некоторыми фильмами «Властелина колец», «Гарри Поттера» и «Звёздных войн». На студии были сделаны 3D-сканы тел всех участников группы. Музыканты стремились выдержать и единый стиль, и общую концепцию альбома, чтобы и у обложки, и у буклета была какая-то своя сквозная история, и в то же время, чтобы эта история была связана с музыкой. На основной обложке альбома, опубликованной 16 апреля, в день релиза «Burn It Down», первого сингла из альбома, изображено сканированное в формате 3D тело Честера Беннингтона. Идея обложек альбома и сингла принадлежит самому Беннингтону. «Это идея Честера сделать полный 3D-скан его тела с обеих сторон, потом это все собрали по какой-то дикой технологии, я не знаю точно…» — рассказал Майк Шинода в интервью американской радиостанции x103.9.
В интервью NME, отвечая на вопрос о названии альбома, Шинода сказал: «Мы выбрали название Living Things потому, что этот альбом по большей части о людях, о личных взаимодействиях. В последних наших записях мы в основном были сосредоточены на глобальных и социальных проблемах, и эти вещи всё ещё вокруг нас. Но этот альбом — что-то гораздо более личное».

## Выпуск и продвижение

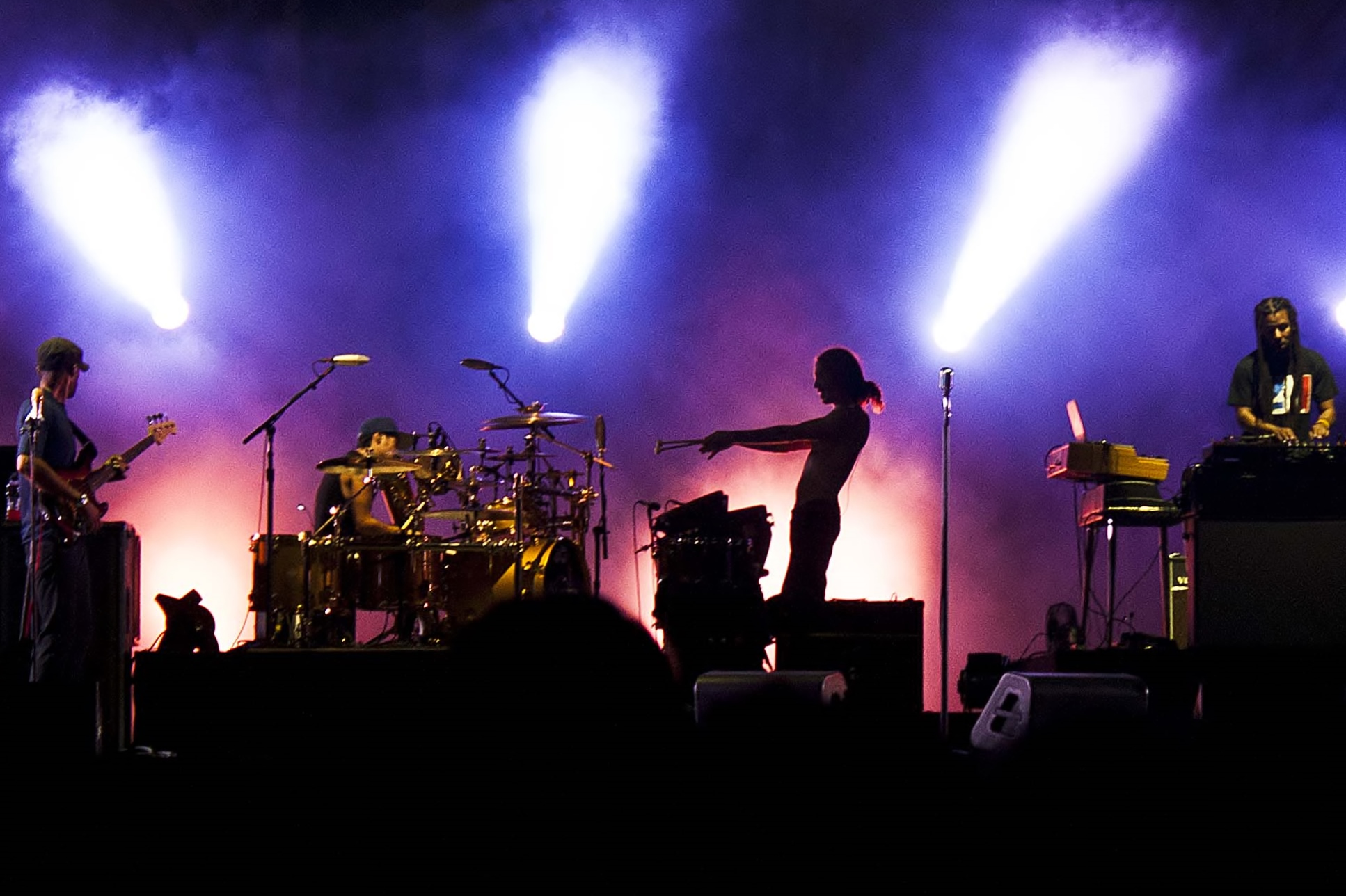
Linkin Park выступают вместе с американскими рок-группами Incubus и Mutemath в Honda Civic Tour 2020.

Первым синглом из альбома стал «Burn It Down», вышедший 16 апреля 2012 года. Песня была представлена в Бербанке на выступлении для тех, кто выиграл конкурс от радио KROQ, а также на церемонии Billboard Music Awards 2012. Ещё до премьеры клипа на песню кадры из него можно было увидеть в трейлере NBA. Премьера клипа, снятого Джо Ханом, состоялась 24 мая. Также 24 мая появилась возможность бесплатно скачать через ITunes игровое приложение для IPad под названием «Linkin Park GP», выпущенное группой совместно с командой Формулы-1 «Лотус». «Burn It Down» возглавил чарты Alternative Songs и UK Rock Chart и получил статус «золотого» в Швейцарии, а в Германии и Италии сингл стал «платиновым».
с 8 по 24 мая проводилась игра Scavenger hunt, затронувшая столицы Австралии, Японии, Канады, Бразилии, Германии, американские города Чикаго и Лос-Анджелес и завершившаяся в Лондоне. По словам музыкантов, идея заключалась в том, чтобы воодушевить фанатов со всего мира на помощь в решении загадок. Призом игры стала новая песня, «Lies Greed Misery», победитель лондонского этапа отправился на Zane Low на BBC UK, где поучаствовал в интервью вместе с Майком Шинодой, состоявшемся 24 мая в 22:30 по московскому времени в эфире радио BBC 1 UK. Также в эфире прозвучала новая песня.
В июне 2012 года несколько американских сайтов, таких как Rotten Tomatoes, BigScreen, Mr. Movie Times и The Washington Post, опубликовали информацию о том, что в кинотеатрах США 25 июня будет показан фильм Living Things Concert Event, представляющий собой запись концерта в рамках Living Things Tour, состоявшегося 5 июня в Адмиралспаласте в Берлине. По мере приближения даты релиза Living Things, начиная с 31 мая, каждую неделю на сайте Linkin Park фанаты могли слушать концертные выступления группы, посвящённые разным студийным альбомам группы. 26 июня стало доступно для прослушивания концертное выступление, посвящённое новому альбому.
«Этот альбом получился весьма личным, о нас с тобой. Поэтому, когда пришло время задуматься над этим клипом… идея создать нечто, тоже весьма личное и затрагивающее чьи-то воспоминания — вы знаете что-то, что люди не отпускают, возможно, не могут отпустить или просто то, что создает им проблемы, — клип, который затронул бы эту сферу, показался очень подходящим для данной песни».
4 июня на официальном канале Linkin Park на YouTube появилось видео «Lies Greed Misery», представляющее собой сам трек и субтитры с текстом песни. В тот же день Linkin Park объявили, что «Lies Greed Misery» будет саундтреком к компьютерной игре «Medal of Honor: Warfighter» от Electronic Arts. Также саундтреком к игре стала песня «Castle of Glass», об этом сообщил Warner Music Germany.
18 июня 2012 года Linkin Park устроили закрытое прослушивание альбома в Sonos Studios в Лос-Анджелесе. Приглашенным фанатам была показана визуальная презентация альбома, состоящая из 12 треков, сопровожденных видео. Также там были показаны видеозапись живого исполнения «Burn It Down», гроза, пронзающая небо во время «Until It Breaks», пламя на фоне чёрного экрана на «Castle of Glass» и вращающиеся черепа на «Skin to Bone». Идея арт-шоу была навеяна Майку Шиноде его детскими воспоминаниями.
23 июня вышел второй сингл из альбома, «Lost in the Echo». Впервые в истории группы на песню был снят интерактивный клип и впервые в клипе не принимал участие ни один участник Linkin Park. Людям, зашедшим на сайт lostintheecho.com, предлагалось авторизироваться через Facebook, благодаря чему в руках героев клипа появлялись фото, которые зрители загружали на свои фейсбуковские аккаунты. Из-за того, что программное обеспечение клипа было не идеальным и многие пользователи загружали на свои аккаунты фото еды, случались различные нелепые ситуации. Но музыканты отнеслись ко всему этому с юмором. «Было весело. Например, вы смотрите этот клип, и выскакивает фото вашего обеда, и люди над ним истерически рыдают, — сказал Шинода. — Думаю, это одна из изюминок, украшающая этот клип». В день премьеры интерактивной версии клипа на YouTube была размещена и статическая версия клипа, где вместо фотографий пользователей Facebook можно было увидеть, среди прочего, детские фотографии музыкантов.

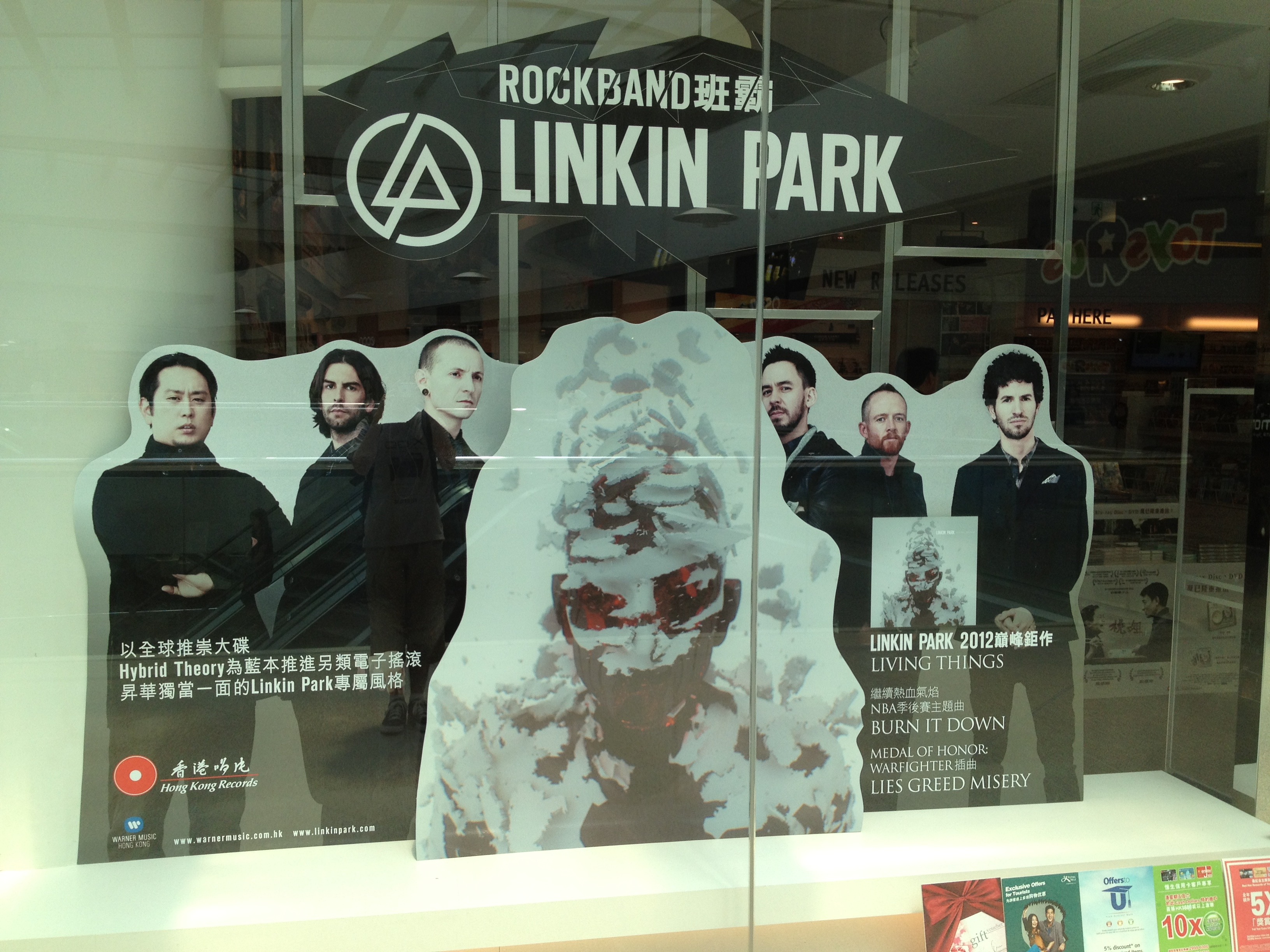
Промостенд Living Things в Китае.

«Powerless», двенадцатый и закрывающий трек альбома, вышел в качестве цифрового сингла только в Японии 31 октября. Песня стала саундтреком к фильму «Президент Линкольн: Охотник на вампиров». 13 июня на сайте Yahoo! был представлен расширенный трейлер фильма, представляющий собой смесь кадров из самого фильма и кадров выступления группы, заснятого перед берлинским концертом. Режиссёром выступления стал российский режиссёр Тимур Бекмамбетов, которой являлся и режиссёром «Президента Линкольна». 27 ноября появилось ещё одно видео на песню «Powerless» — социальный ролик, выход которого был приурочен к событию #givingtuesday и посвящён проектам Music for Relief (благотворительной организации, созданной Linkin Park) и Power the World, созданному Linkin Park в сотрудничестве с ООН и призванному помочь людям, испытывающим нехватку электроэнергии.
В октябре было объявлено, что владельцы Xbox 360 могут увидеть клип на песню «Castle of Glass» на 5 дней раньше намеченного срока, но произойдет это только при условии, что более 3 миллионов игроков загрузят себе бета-версию игры «Medal of Honor: Warfighter». Но к 5 октября количество загрузок игры 3 миллионов не превысило, поэтому премьера клипа состоялась 10 октября. Видео показывает историю, которая более полно раскрывается в самой игре. Клип содержит как кадры исполнения песни самой группой и элементы актёрской игры, так и кадры из игры. В клипе были задействованы передовые технологии, такие как CGI-графика. Сингл «Castle of Glass» вышел 1 февраля 2013 года в Германии, Австрии и Швейцарии.

### Варианты изданий
Первой страной, в которой состоялся релиз Living Things, стала Япония, бонус-треком японского издания стала исполненная вживую песня «What I’ve Done». В тот же день, 20 июня 2012 года, во всем мире стартовали продажи альбома в цифровом формате через iTunes. Официальный релиз в Европе состоялся 22 июня, в США — 26 июня. Тем, кто делал предзаказ альбома на официальном сайте Linkin Park, были доступны официальные ремиксы на песни из альбома, выходившие каждый месяц с июня по декабрь включительно. 16 ноября ограниченным тиражом в 3000 экземпляров в продаже появился белый виниловый диск Living Things. Для издания была разработана отдельная обложка. 11 февраля 2013 года в Австралии было выпущено двухдисковое издание. Первый диск содержал всё те же 12 песен из Living Things, на втором диске было 6 треков, 3 из которых были записаны на концерте, который группа дала 4 июля 2011 года в рамках ITunes Festival, 2 трека с фестиваля Rock im Park 2012 и ремикс на песню «Lost in the Echo». 29 марта состоялся релиз Living Things +, также двухдискового издания. Первый диск содержал оригинальный альбом Living Things, на втором диске была видеозапись выступления группы в Берлине 5 июня 2012 года.

## Приём
| Совокупная оценка     | Совокупная оценка |
| Источник              | Оценка            |
| --------------------- | ----------------- |
| Metacritic            | 60/100            |
| Оценки критиков       |                   |
| Источник              | Оценка            |
| Русскоязычные издания |                   |
| Afisha.uz             | 8/10              |
| Apelzin.ru            | [ 59 ]            |
| Trill                 | [ 60 ]            |
| Weburg.net            | (7.5/10)          |
| Иноязычные издания    |                   |
| About.com             | [ 2 ]             |
| Allmusic              | [ 62 ]            |
| The A.V. Club         | C                 |
| Entertainment Weekly  | B                 |
| The Guardian          | [ 65 ]            |
| Loudwire              | [ 66 ]            |
| MusicOMH              | [ 67 ]            |
| MusicReview           | 85/100            |
| NME                   | 5/10              |
| Noisecreep            | (положительная)   |
| The Observer          | [ 70 ]            |
| PopMatters            | 6/10              |
| Rolling Stone         | [ 72 ]            |
| Gaffa                 | [ 73 ]            |
| SpazioRock            | (6.5/10)          |
| Teraz Rock            | (3.5/5)           |

### Коммерческий успех
В первую неделю после начала продаж Living Things занял первое место в Billboard 200. Проданный тиражом в 223 000 экземпляров, он опередил альбом Maroon 5 Overexposed чуть более чем на тысячу экземпляров. На второй неделе альбом скатился на 5 позицию с результатом в 64 000 проданных экземпляров. В UK Albums Chart Living Things также дебютировал на первом месте с 41 000 проданных экземпляров, снова опередив Maroon 5 на 3000 экземпляров. В чартах 14 странах мира альбом поднялся на первое место. В 12 странах Living Things получил «золотой» статус, а в Германии — «платиновый».

### Реакция критиков
Living Things получил смешанные оценки от критиков. Серджио Перейра с сайта MusicRewiew дал альбому 85 из 100 очков и сказал, что альбом — лучшее творение группы за последние годы. «Самые заметные характеристики Living Things — это то, что рок снова в центре — не как вопиющий музыкальный наряд Massive Attack с браслетами U2 в A Thousand Suns, который с треском провалился. Альбом, безусловно, является возвращением к корням, то есть массивные припевы и до сумасшествия хороший голос Честера Беннингтона, в то время как слой электроники используется, только чтобы подчеркнуть песню». Чад Чайлдерс из Loudwire дал альбому 4 из 5 звёзд, отметив, что Linkin Park снова в переходном состоянии, но их последний прыжок между альбомами гораздо меньше, чем при прошлых попытках сломать шаблон. «Альбом в целом продолжает расширять их [Linkin Park] писательское мировоззрение, как то, что слушатели получили от A Thousand Suns, но также добавляет больше гнева, который был распространен в самой ранней работе, Hybrid Theory».
Некоторые издания дали альбому 3 из 5 звёзд. Дэйв Симпсон из газеты The Guardian заявил, что Living Things кажется больше укреплением на месте, нежели продвижением, возможно, в попытке успокоить поклонников, отчуждаемых новым направлением, и при этом сохранить новых фанатов. Симпсон пришёл к заключению, что «Living Things извлечет выгоду из такого количества авантюр, но они [Linkin Park] все ещё кажутся группой, наслаждающейся неожиданной второй жизнью». Фил Монгридиен из The Observer отметил в своем обзоре, что Living Things основан на экспериментальном A Thousand Suns, «хотя они [Linkin Park] все ещё достаточно проницательны, чтобы добавить приличное количество крупных рок-ходов, как в „Burn it Down“ и „Lost in the Echo“. Отказываясь от рискованных действий, они и дальше уменьшают свой первоначальный фан-клуб, но такую смелость можно только поприветствовать». По мнению Лоренца Грина, рецензента MusicOMH, Living Things — самое слабое усилие группы: композиции могут быть столь же тяжёлыми, как всегда, но им не хватает того характерного сияния, что сделало последние четыре записи такими прослушиваемыми. «Через все изменения прошла одна вещь, которая, казалось, останется навсегда — их умение сочинять невероятные, резкие, словно скальпель, припевы. Но здесь это, словно лезвие, наконец, стало унылым, тупым и громоздким». Однако, по словам Грина, хотя альбому не хватает тонкости предыдущих работ, среди всего этого бахвальства, переоценки ценностей, адреналина и гнева запись выделяет пространство, где всё, кажется, сочетается.
Тим Грирсон с About.com дал альбому 2.5 из 5 звёзд, сказав, что Living Things — «простой сборник, который играет силами рэп-рока, и в то время, как это часто бывает, эти 12 песен не оказывают достаточно совместного воздействия. В результате пластинка заканчивается наличием скорее интересного, но не поразительного опыта». Отдельно остановившись на текстах песен, Грирсон отметил, что, в отличие от музыкального, тематическое содержание песен ничуть не улучшилось: «Великолепные ледяные клавишные и приводящий в движение ритм радуют слух, но слова далеко не так увлекательны». В завершении своего обзора он сказал: «Linkin Park больше не непослушные дети, они уже превратились в уверенную в себе, мелодичную группу. Тем не менее, было бы неплохо, если бы они могли убить тоску самокопания для более интересного мировоззрения». В другом чрезвычайно смешанном обзоре от NME альбом получил 5 из 10: «… их набег в указанный жанр здесь ограничен тремя минутами „Castle Of Glass“. Остальное… Что ж, честно говоря, они, очевидно, слушали Skrillex, и таким образом тяжёлый гитарный шквал былого был заменен новым, тяжёлым электронным шквалом, но то, что в стороне, это, в значительной степени, обычная полувеселая неестественная театральная игра, к которой мы привыкли». NME также заявил в описании обзора альбома, что это — «предсказуемая боль в ухе». Стивен Томас Эрлевайн из AllMusic оценил альбом в 3.5 из 5 звёзд, по его мнению, песни в Living Things чувствуются острее — есть определенная структура, некоторые припевы улавливаются без особых усилий — но этот альбом остается одной тональностью, а не отдельными моментами: «И в этом преимущество Living Things перед A Thousand Suns: он не стоит на месте, достигает максимума и ослабевает, постоянно перетекает от задумчивости к взрывам подавляемого гнева». Эрлевайн пришёл к выводу, что альбом — «достойный саундтрек к старению рэп-рокеров, которым удобно в их оболочке, но беспокойно в сердце».

### Награды и номинации
| Год  | Премия                       | Номинированы за    | Номинация                        | Итог      |
| ---- | ---------------------------- | ------------------ | -------------------------------- | --------- |
| 2012 | MTV Video Music Awards       | «Burn It Down»     | Лучшее рок-видео                 | Номинация |
| 2012 | MTV Video Music Awards       | «Burn It Down»     | Лучшие визуальные эффекты        | Номинация |
| 2012 | Los Premios Telehit          | Living Things      | Лучший международный рок-альбом  | Победа    |
| 2012 | Spike Video Game Awards      | «Castle of Glass»  | Лучшая песня в игре              | Номинация |
| 2013 | Echo Awards                  | Living Things      | Rock / Alternative International | Победа    |
| 2013 | MTV Video Music Awards Japan | Living Things      | Альбом года                      | Номинация |
| 2013 | O Music Awards               | «Lost in the Echo» | Лучшее интерактивное видео       | Победа    |
| 2014 | World Music Awards           | Living Things      | Лучший альбом                    | Номинация |
| 2014 | World Music Awards           | «Burn It Down»     | Лучшая песня                     | Номинация |
| 2014 | World Music Awards           | «Burn It Down»     | Лучшее видео                     | Номинация |

## Содержание

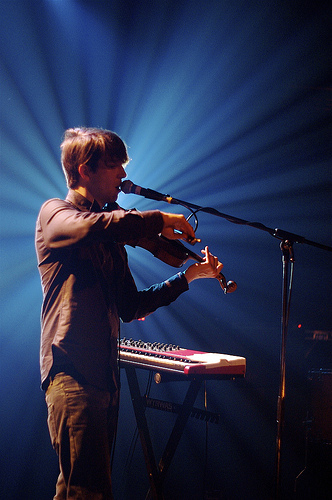
Результатом сотрудничества с Оуэном Паллетом стала песня «I’ll Be Gone».

### Тематика и текст песен
В отличие от предыдущего альбома, A Thousand Suns, повествующего о серьёзных проблемах человечества, таких как ядерная война, пятый альбом Linkin Park получился более личным и менее политичным. Основанный на собственном опыте музыкантов, этот альбом рассказывает о проблемах личного, человеческого уровня. Некоторые критики с сожалением отметили, что тематическое содержание альбома оставляет желать лучшего. По словам Тима Грирсона с сайта About.com, яростная музыка гораздо более привлекательна, чем тексты, и причина этому в том, что содержание песен не изменилось с начала существования группы, «дело в знакомой метафоре любовь-как-катастрофа. Linkin Park сделали карьеру, излечиваясь от тоски, но страдания этой группы лучше всего ощущаются в их ясной музыке, а не в текстах». Обозреватель газеты The A.V. Club Эван Ритлевски заявил, что Linkin Park мало созрели лирически. За 12 лет, прошедших с выпуска «In the End», они всё ещё находятся в тупике, сыпля обвинениями: «А так как в рамках своей кампании по привлечению назад своих разочарованных поклонников они обещали отказаться от всякой политики в пользу темы отношений на Living Things, на этот раз все их волны ярости направлены на одних женщин».

### Музыка
«Если посмотреть на тексты песен, то эти песни об отношениях, которые у меня были. Не только об отношениях с девушкой, но и с семьёй и друзьями. С одной стороны, я думаю о друге, который потерял кого-то, при этой мысли рождаются некоторые слова. Я просто следовал потоку, и песня получалась сама собой. Записывая этот альбом, мы не стремились поместить свои мысли в определённые рамки; нам хотелось дать волю своим мыслям».
После выхода экспериментального A Thousand Suns Linkin Park почувствовали себя комфортно, делая нестандартные для них вещи. При работе над четвёртым альбомом музыканты решительно отвергали всё, что звучало «как Linkin Park». Однако при работе над пятым альбомом они поняли, что не против и материала «старого типа». Признав, что переборщили с экспериментами над звучанием альбома A Thousand Suns, Linkin Park решили вернуться на «освоенные музыкальные территории». Говоря о звучании, Честер Беннингтон выразил мнение, что оно многогранно. В альбоме присутствуют и «тяжёлые» гитарные партии, и насыщенная электронная составляющая, призванная разбавить ощущение того, что «гитар слишком много». «Наша новая музыка больше придётся по вкусу слушателям, нежели песни с альбома A Thousand Suns, во время записи которого мы, грубо говоря, решили: „А, хрен с ним, если сходить с ума — так по полной!“» — заявил Беннингтон. Новое звучание Living Things, не характерное Linkin Park, было воспринято музыкантами как возвращение к корням, к первым двум альбомам. По словам Майка Шиноды, это «возвращение к настоящей „теории гибрида“ — смешение всех жанров в один, который и сделал нас теми, кто мы есть».
Относительно звучания мнения критиков разделились. Некоторые обозреватели посчитали, что в новом альбоме Linkin Park вернулись к своим корням, другие решили, что новое звучание стало продолжением экспериментов альбома A Thousand Suns. Однако все рецензенты отметили насыщенную электронную составляющую Living Things, обилие гитарного звучания и рэпа Шиноды. По мнению Нади Журавлёвой с сайта Afisha.uz, в некоторых треках звучание Fort Minor звучит «через край».
Подтверждая слова Майка Шиноды о том, что пятый альбом — это возвращение к настоящей «теории гибрида», некоторые критики выразили мнение, что альбом представляет собой синтез всех стилей. Оксана Мелентьева из Trill высказала мысль о том, что все треки можно разбить на пары: гитарная электроника представлена в «Lost in the Echo» и «I’ll Be Gone», танцевальный поп-рок в «In My Remains» и «Burn It Down», агрессивный рэпкор в «Lies Greed Misery» и «Victimized», отсылки к фолк-музыке в «Castle of Glass» и «Roads Untraveled», смесь из поп-музыки и хип-хопа в «Skin to Bone» и «Until It Breaks».
«Lost in the Echo»
Песня «Lost in the Echo» (рабочее название «Holding Company»), по мнению Джордана Блума из PopMatters, прекрасно иллюстрирует то, что делает Linkin Park особенными. После начала с поглощающими и мелодичными ритмами и семплами Шинода рэпует стихами, а Беннингтон вступает уже на припеве. Эта песня была навеяна музыкантам их воспоминаниями о прежней жизни
«In My Remains»
«In My Remains» (рабочее название «One Forty») — типичная для Linkin Park вдумчивая баллада. По словам Оксаны Мелентьевой, трек зачаровывает переходами от нежной переливистой электроники на фоне к басу, выведенному на первый план, а потом к обрушивающейся стене из гитар, наподобие «What I’ve Done». Джордан Блум считает, что короткий бридж («like an army falling one by one by one») — приятная черта, и позорно то, что нет нового фильма о Трансформерах, который мог бы включить в себя эту песню. В тематическом плане «In My Remains», так же, как и «Lost in the Echo», — воспоминание.
«Burn It Down»
Крис Эптинг с сайта Noisecreep посчитал, что «Burn It Down» (рабочее название «Buried at Sea») звучит как классически Linkin Park — тяжесть и особенная мощная стена звука стали отличительной чертой группы из Калифорнии. По мнению Лоуренса Грина с сайта musicOMH, с «Burn It Down» Linkin Park наиболее близки к успеху: вокал Беннингтона и Шиноды достигает самого гладкого взаимодействия, «всё подчёркнуто несмываемым, отшлифованным ритмом синтезатора».
Linkin Park допускают свободное толкование «Burn It Down»: «В этой песне много метафор. Она может рассказывать об обреченных связях. Расставаться, потом опять сходиться, снова расставаться. Это ужасно», — говорит Майк Шинода. Целью группы был текст для подростков. Кроме того, Шинода рассматривает «Burn It Down» даже как критику на музыкальный бизнес и привносит в неё свой опыт: «Это о тех людях, которые говорят тебе, что ты далеко пойдешь. Пока они тебя не бросят. И вы вдруг становитесь худшей группой в мире. Эти люди. Этот бизнес, охотно вас создают и так же охотно губят»
«Lies Greed Misery»
«Lies Greed Misery» (рабочее название «Piledriver») — одна из самых тяжёлых композиций в альбоме, но при этом обладающая лёгким мотивом и танцевальными битами. Многим обозревателям эта песня напомнила дабстеп, в частности, Skrillex.
Честер Беннингтон назвал «Lies Greed Misery», созданную в результате импровизации, «комбинацией безумного стиля и гармонии». По его словам, «Lies Greed Misery» — «это действительно мрачная песня, хотя в ней чувствуется привкус „потусим за пиццей“»
«I’ll Be Gone»
По признанию музыкантов, «I’ll Be Gone» (рабочее название «Primo») было писать сложнее всего. Стихи и мелодия подобрались быстро, но когда дело дошло до припева, работа застопорились, Linkin Park «постоянно бились о „кирпичную стену“». Положение спас подключившийся к работе Оуэн Паллет, который добавил энергетики к песне и «помог вдохнуть в песню новую жизнь». Эван Ритлевски посчитал, что эта песня звучит как потерянный трек из Meteora.
«Castle of Glass»
«Castle of Glass» — одна из песен с примесью фолка и кантри, с отголосками индастриала и с традиционной структурой, изначально звучавшая как типичная фолковая композиция. Её текст был частично навеян музыкантам солдатскими рассказами, поэтому её можно трактовать по-разному: это может быть и солдатская история, и чья-то личная, домашняя, касающаяся личных отношений.
«Victimized»
«Victimized» (рабочее название «Battle Axe») — самый «тяжёлый» трек в альбоме и, возможно, в истории группы. По выражению Серждио Перейры из MusicReview, эта песня тяжелее, чем ад. Она начинается со звучания, которое напоминает фолк, потом резко переходит в хип-хоп, панк-рок, хеви-метал и обратно в фолк. Лоуренсу Грину индастриальная ярость «Victimized» напомнила Трента Резнора, а Оксана Мелентьева выразила мнение, что эта песня — «без пяти минут System of a Down — „Cigaro“» и связала схожее звучание треков с тем, что продюсированием некоторых работ System of a Down занимался Рик Рубин. Припев этой песни родился в результате импровизации. Когда Беннингтон услышал звуки припева, у него появилось желание что-нибудь поскримить: «И я не помню, кто это был, но кто-то проронил слово „victimized“. И я залетел в кабину записи и сразу же начал: „Victimized! Never again!“». По словам Беннингтона, куплеты этой песни — одни из лучших, которые когда-либо получались у Шиноды, а рэп — лучший из всего, что он когда-либо создавал. Кроме того, «Victimized» — одна из любимых песен группы.
«Roads Untraveled»
Спокойная фортепианная баллада «Roads Untraveled», звучащая как рок-вальс, объединяет в себе непривычные для Linkin Park колокольные перезвоны и мелодичный вокал и простым гитарным аккомпанементом. Эта песня была написана Майком Шинодой для одного из его лучших друзей
«Skin to Bone»
По мнению российских критиков, «Skin to Bone» с её славянскими вокальными гармониями больше всего придётся по душе именно русскому слушателю.
«Until It Breaks»
Песня «Until It Breaks» (рабочее название «Apaches») — одна из самых разносторонних песен в альбоме. В ней агрессивный рэп Шиноды, который некоторые критики сравнили с рэпом песни «When They Come for Me», соседствует со спокойным фортепианным и печальным припевом Беннингтона. Кроме того, песня уникальна тем, что в ней звучит вокал гитариста Брэда Делсона. Работая над песней, музыканты пытались повторить «Белый Альбом» The Beatles: создать песню, в которой было бы всё. «Это было просто какое-то безумие, скачки от одного звучания к другому в интервале менее 5 минут», — вспоминает Шинода процесс записи. Первая часть, где поет Беннингтон, и третья, с вокалом Делсона, — это ранние демо, записанные за один день.
«Tinfoil»
Меланхоличный индастриальный инструментальный трек, вступление к «Powerless».
«Powerless»
«Powerless» (рабочее название «Tinfoil») — мощная, очень «линкинпарковская» баллада. В процессе записи песня претерпела больше всего изменений. Сначала это был простой инструментальный трек на 6 минут. Музыканты решили, что 6 минут для песни — слишком много. «Мы переделывали и переделывали, но все выходило какое-то эпическое творение, и мы сократили длительность», — вспоминает Шинода. На всю работу над песней ушло в общей сложности 9 месяцев.

### Список композиций
Все тексты написаны Честером Беннингтоном и Майком Шинодой, вся музыка написана участниками Linkin Park.
| №                   | Название            | Длительность |
| ------------------- | ------------------- | ------------ |
| 1.                  | «Lost in the Echo»  | 3:25         |
| 2.                  | «In My Remains»     | 3:20         |
| 3.                  | «Burn It Down»      | 3:52         |
| 4.                  | «Lies Greed Misery» | 2:27         |
| 5.                  | «I’ll Be Gone»      | 3:31         |
| 6.                  | «Castle of Glass»   | 3:25         |
| 7.                  | «Victimized»        | 1:46         |
| 8.                  | «Roads Untraveled»  | 3:49         |
| 9.                  | «Skin to Bone»      | 2:48         |
| 10.                 | «Until It Breaks»   | 3:43         |
| 11.                 | «Tinfoil»           | 1:11         |
| 12.                 | «Powerless»         | 3:43         |
| Общая длительность: | Общая длительность: | 37:05        |

| №                   | Название                | Длительность |
| ------------------- | ----------------------- | ------------ |
| 13.                 | «What I’ve Done» (live) | 4:07         |
| Общая длительность: | Общая длительность:     | 41:12        |

| №   | Название                                        | Длительность |
| --- | ----------------------------------------------- | ------------ |
| 13. | «Burn It Down» (RAC remix)                      | 3:38         |
| 14. | «Burn It Down» (Paul van Dyk remix)             | 8:00         |
| 15. | «Burn It Down» (Swoon remix)                    | 4:51         |
| 16. | «Until It Breaks» (Datsik remix)                | 6:04         |
| 17. | «Roads Untraveled» (Rad Omen Remix feat. Bun B) | 5:32         |
| 18. | «Burn It Down» (Bobina Remix)                   | 5:22         |
| 19. | «Until It Breaks» (Money Mark Remix)            | 4:36         |
| 20. | «Powerless» (Enferno Remix)                     | 6:20         |

| №  | Название                                             | Длительность |
| -- | ---------------------------------------------------- | ------------ |
| 1. | «In the End» (Концерт для iTunes Festival)           | 3:41         |
| 2. | «New Divide» (Концерт для iTunes Festival)           | 4:30         |
| 3. | «What I’ve Done» (Концерт для iTunes Festival)       | 4:06         |
| 4. | «Lost in the Echo» (KillSonik Ремикс)                | 5:11         |
| 5. | «Burn It Down» (Концерт для Rock Im Park, 2012)      | 4:02         |
| 6. | «Lies Greed Misery» (Концерт для Rock Im Park, 2012) | 2:31         |

## Концертные выступления

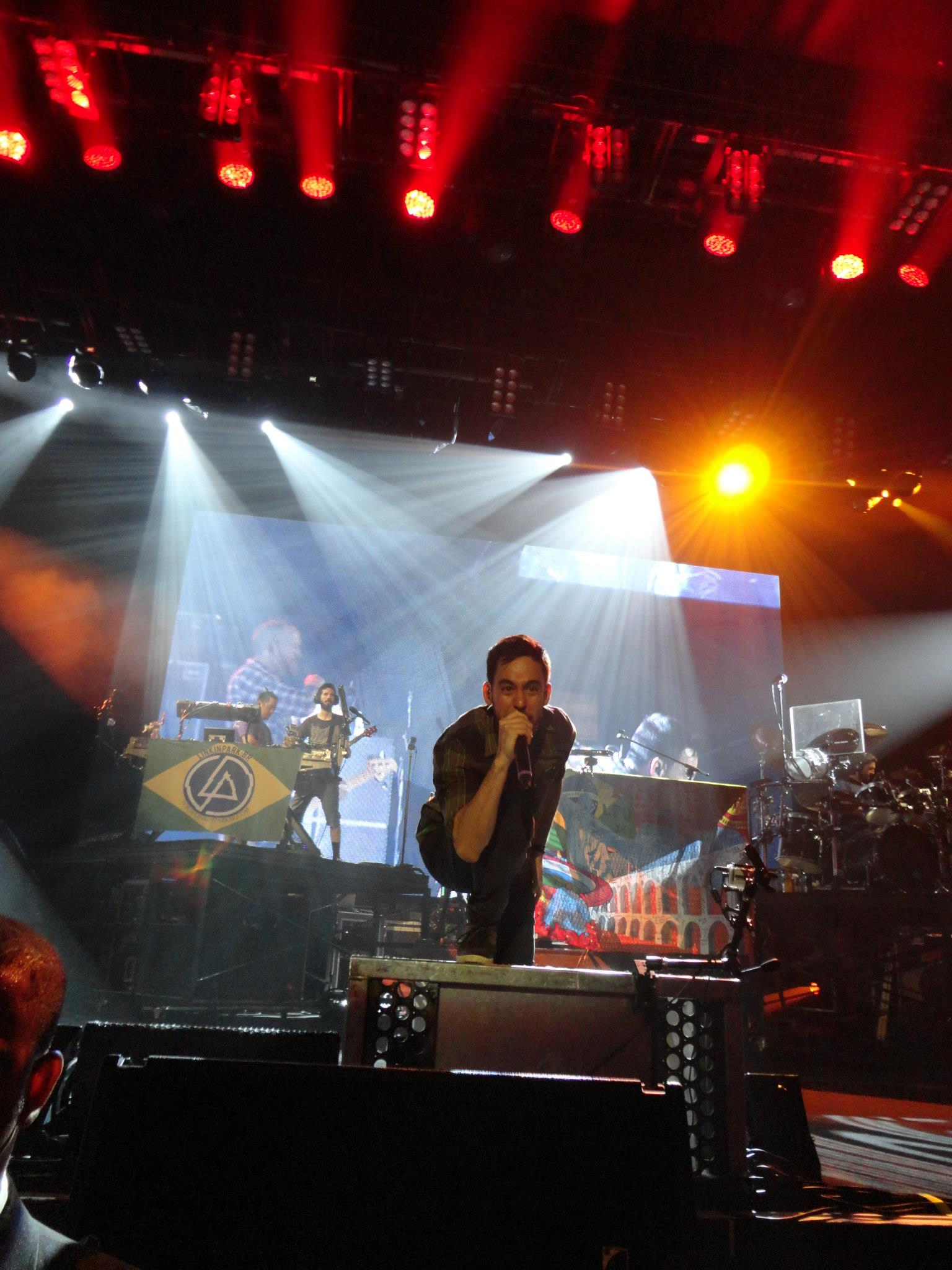
Linkin Park на концерте в Рио-де-Жанейро 10 октября 2012 года.

### Living Things World Tour
Всемирный тур в поддержку Living Things начался 26 мая с концерта в Лиссабоне в рамках фестиваля Rock in Rio, который транслировался в прямом эфире на YouTube. В сет-лист вошла новая песня «Lies Greed Misery» и в начале «Waiting for the End» звучала рэп-партия «Until It Breaks». В сет-листы тура вошли песни из нового альбома: «Tinfoil», «Burn It Down», «In My Remains», «Victimized» (исполнялась вместе с «QWERTY»), «Lies Greed Misery», «Lost in the Echo», рэп-часть «Until It Breaks» (как интро к «Waiting for the End»). Исполнение «Burn It Down» и «Bleed It Out» сопровождалось столпами огня снизу и бенгальскими огнями сверху, а во время попурри, состоящей из «Leave Out All the Rest», «Shadow of the Day» и «Iridescent», использовались дымовые пушки. В рамках тура Linkin Park выступали на таких фестивалях как Rock am Ring, Rock Im Park, Pinkpop, Максидром и выступали на церемониях вручения наград Billboard Music Awards, где впервые официально была исполнена песня «Burn It Down», American Music Award, Spike Video Game Awards, где впервые вживую прозвучала песня «Castle of Glass». В августе 2012 группа прервала тур для того, чтобы отправиться в Honda Civic Tour, в сентябре Living Things World Tour был продолжен. 12 сентября Linkin Park отыграли концерт в Монтеррее в рамках MTV World Stage. В рамках тура 17 ноября перед концертом в Кейптауне был проведен седьмой LPU-саммит для членов официального фан-клуба, который включал в себя Meet & Greet, проход за кулисы и на сцену, присутствие на саундчеке, небольшой акустический концерт группы, вопрос-ответ-сессию. В рамках саммита организацией Music for Relief была проведена акция, участники которой — члены LPU, посетившие саммит, и местные школьники — высаживали деревья. Во время концерта в Кейптауне из-за сильного ветра обрушился рекламный щит, в результате чего около 20 человек пострадали и одна женщина умерла в больнице. 23 февраля перед концертом в Окленде был проведен восьмой LPU-саммит.

### Honda Civic Tour
11 августа 2012 года Linkin Park отправились вместе с Incubus и Mutemath в Honda Civic Tour, состоявший из 17 концертов в США. И Linkin Park, и Incubus играли на концертах свои полные хедлайнерские программы. Одним из пунктов, в поддержку которых проводился Honda Civic Tour, обе группы избрали использование альтернативных источников энергии. В рамках этого тура у людей, зарегистрировавшихся на официальном сайте тура, была возможность выиграть автомобиль Honda Civic Si и мотоцикл Honda CBR250, дизайн которых был разработан музыкантами Linkin Park. Для каждого концерта этого тура создавался специальный уникальный постер, выпущенный в строго ограниченном количестве.
На концертах Honda Civic Tour звучали песни из всех альбомов Linkin Park. Из нового альбома в сет-лист вошли композиции «Tinfoil», «Burn It Down», «In My Remains», «Victimized» (исполнялась вместе с «QWERTY»), «Lies Greed Misery», «Lost in the Echo», также в качестве вступления к «Waiting for the End» звучала рэп-часть «Until It Breaks». В качестве бриджа «Bleed It Out» группа исполняла кавер на песню Beastie Boys «Sabotage», который был посвящён памяти участника Beastie Boys MCA. Во время выступлений, как и при выступлениях в рамках Living Things World Tour, использовались дымовые и огненные пушки. 17 августа перед концертом в Камдене был проведён шестой LPU-саммит.
Тур завершился 10 сентября, став самым успешным с финансовой точки зрения за всю карьеру проекта. Гонорар за одно лишь выступление в Лос-Анджелесе составил $1,8 миллиона долларов.

## Участники записи
| Linkin Park - Честер Беннингтон — вокал (1-10, 12) - Майк Шинода — вокал, ритм-гитара, клавишные, фортепиано; рэп (1, 3, 4, 7, 10); соло-гитара (6, 12), скрипки и хорны (6) - Брэд Делсон — соло-гитара, бэк-вокал; aкустическая ритм-гитара (6), другий вокал (10) - Дэвид «Феникс» Фаррелл — бас-гитара, бэк-вокал - Джо Хан — тёрнтейблизм, синтезатор, семплинг, бэк-вокал - Роб Бурдон — ударные, бэк-вокал, перкуссия Другие музыканты - Оуэн Паллетт — струнные («I’ll Be Gone») | Персонал - Майк Шинода и Рик Рубин — продюсеры - Майк Шинода и Итан Мэйтс — звукорежиссёры - Эндрю Хейс — ассистент звукорежиссёра и редактор - Брэд Делсон — дополнительное продюсирование - Джерри Джонсон — студийный барабанный техник - Райан ДеМарти — координация производства - Мэнни Маррокуин — сведение (North Studios, Universal Studios, Калифорния) - Крис Гэлланд и Дел Бауэрс — ассистенты - Брайан Гарден — мастеринг (Bernie Grundman Mastering, Голливуд, Калифорния) - Роб Кавалло — A&R - Питер Стендиш — директор по маркетингу - Майк Шинода, Джо Хан, Брэндон Парвини, Андреа Скиб — креативная дирекция - Брэндон Парвини — художественное оформление (Ghost Town Media) |  |

## История релиза
| Регион         | Дата            | Лейбл                               | Форматы | Каталог       |
| -------------- | --------------- | ----------------------------------- | ------- | ------------- |
| Во всём мире   | 20 июня 2012    | Warner Bros                         | ЦД      |               |
| Япония         | 20 июня 2012    | Warner Music Japan                  | CD      | WPCR-14496    |
| Россия         | 21 июня 2012    | Warner Bros. Никитин                | CD      | 4690355004127 |
| Австралия      | 22 июня 2012    | Warner Music Australia Machine Shop | CD      | 9362-49504-8  |
| Австрия        | 22 июня 2012    | Warner Music Austria                | CD      | 9362-49504-8  |
| Бельгия        | 22 июня 2012    | Warner Music Belgium                | CD      | 9362-49504-8  |
| Германия       | 22 июня 2012    | Warner Music Germany                | CD      | 9362-49504-8  |
| Греция         | 22 июня 2012    | Warner Music Greece                 | CD      | 9362-49504-8  |
| Ирландия       | 22 июня 2012    | Warner Music Ireland                | CD      | 9362-49504-8  |
| Испания        | 22 июня 2012    | Warner Music Spain                  | CD      | 9362-49504-8  |
| Италия         | 22 июня 2012    | Warner Music Italy                  | CD      | 9362-49504-8  |
| Нидерланды     | 22 июня 2012    | Warner Music Netherlands            | CD      | 9362-49504-8  |
| Новая Зеландия | 22 июня 2012    | Warner Music New Zealand            | CD      | 9362-49504-8  |
| Норвегия       | 22 июня 2012    | Warner Music Norway                 | CD      | 9362-49504-8  |
| Сингапур       | 22 июня 2012    | Warner Music Singapore              | CD      | 495048TS      |
| Швеция         | 22 июня 2012    | Warner Music Sweden                 | CD      | 9362-49504-8  |
| Швейцария      | 22 июня 2012    | Warner Music Switzerland            | CD      | 9362-49504-8  |
| Малайзия       | 24 июня 2012    | Warner Music Malaysia               | CD      | 9362-49504-8  |
| Великобритания | 25 июня 2012    | Warner Music UK                     | CD      | 9362-49500-7  |
| Дания          | 25 июня 2012    | Warner Music Denmark                | CD      | 9362-49504-8  |
| Индонезия      | 25 июня 2012    | Warner Music Indonesia              | CD      | 0093624950486 |
| Польша         | 25 июня 2012    | Warner Music Poland                 | CD      | 9362-49504-8  |
| Португалия     | 25 июня 2012    | Warner Music Portugal               | CD      | 9362-49504-8  |
| Тайвань        | 25 июня 2012    | Warner Music Taiwan                 | CD      | 9362-49500-7  |
| Франция        | 25 июня 2012    | Warner Music France                 | CD      | 9362-49504-8  |
| ЮАР            | 25 июня 2012    | Warner Music Gallo Africa           | CD      | WBCD 2293     |
| Бразилия       | 26 июня 2012    | Warner Music Brazil                 | CD      | 9362-49504-8  |
| Гонконг        | 26 июня 2012    | Warner Music Hong Kong WEA          | CD      | 0093624950486 |
| Канада         | 26 июня 2012    | Warner Music Canada                 | CD      | 9362-49504-8  |
| Мексика        | 26 июня 2012    | Warner Music Mexico                 | CD      | 0093624950486 |
| США            | 26 июня 2012    | Warner Bros. Records                | CD      | 9362-49504-8  |
| США            | 26 июня 2012    | Warner Bros. Records                | CD      | 531345-2      |
| Турция         | 26 июня 2012    |                                     | CD      | 9362-49504-8  |
| Чили           | 26 июня 2012    | Warner Music Chile                  | CD      | 9362-49504-8  |
| Аргентина      | 27 июня 2012    | Warner Music Argentina Machine Shop | CD      | 9362-49504-8  |
| Аргентина      | 27 июня 2012    | Warner Music Argentina Machine Shop | CD      | 531345-2      |
| Финляндия      | 27 июня 2012    | Warner Music Finland                | CD      | 9362-49504-8  |
| Израиль        | 4 июля 2012     |                                     | CD      | 9362-49504-8  |
| США            | 16 ноября 2012  | Warner Bros                         | LP      | 9362-49477-7  |
| Австралия      | 11 февраля 2013 | Warner Music Australia              | 2×CD    | 9362494539    |

## Чарты и сертификации
| Чарт (2012)               | Высшая позиция |
| ------------------------- | -------------- |
| Top 50 Albums             | 2              |
| Alben Top 75              | 1              |
| Albums Top 200 (Flanders) | 4              |
| Albums Top 200 (Wallonia) | 2              |
| Canadian Albums Chart     | 1              |
| TOP50 Prodejní            | 1              |
| Album Top 40              | 2              |
| Album Top 100             | 1              |
| Top Albums 50             | 1              |
| Top 200 Albums            | 2              |
| Top 100 Albums            | 1              |
| Top 40 Album              | 1              |
| Top 75 Artist Album       | 2              |
| Top 20 Albums             | 1              |
| Oricon Style              | 2              |
| Top 100 Mexico            | 5              |
| Top 40 Albums             | 1              |
| Topp 40 Album             | 3              |
| Top 30 Albums             | 1              |
| OLIS                      | 1              |
| Топ 25. Альбомы           | 1              |
| Top 40 Scottish Albums    | 2              |
| Top 60 Albums             | 6              |
| Albums Top 100            | 1              |
| Gaon Chart                | 2              |
| Top 100 Albums            | 2              |
| 西洋榜                    | 1              |
| UK Rock Chart             | 1              |
| UK Albums Chart           | 1              |
| Billboard 200             | 1              |
| Top Rock Albums           | 1              |
| Alternative Albums        | 1              |
| Hard Rock Albums          | 1              |

| Чарт (2012)                      | Позиция |
| -------------------------------- | ------- |
| Top 100 Albums 2012              | 49      |
| Jahreshitparade Alben 2012       | 21      |
| Jaaroverzichten 2012 (Flanders)  | 84      |
| Rapports Annuels 2012 (Wallonia) | 44      |
| Top Canadian Albums 2012         | 44      |
| Jaaroverzichten Album 2012       | 73      |
| Альбомы. Тор-50 2012             | 12      |
| Schweizer Jahreshitparade 2012   | 14      |
| Billboard 200                    | 40      |
| Rock Albums                      | 9       |
| Alternative Albums               | 9       |
| Hard Rock Albums                 | 2       |
| Digital Albums                   | 25      |

| Страна         | Провайдер         | Сертификация |
| -------------- | ----------------- | ------------ |
| Австралия      | ARIA              | Золотой      |
| Австрия        | IFPI              | Золотой      |
| Великобритания | BPI               | Золотой      |
| Германия       | BVMI              | Платиновый   |
| Италия         | FIMI              | Золотой      |
| Новая Зеландия | RIANZ             | Золотой      |
| Польша         | ZPAV              | Золотой      |
| Россия         | NFPF              | Золотой      |
| США            | RIAA              | Платиновый   |
| Финляндия      | Musiikkituottajat | Золотой      |
| Франция        | SNEP              | Золотой      |
| Швейцария      | IFPI Switzerland  | Золотой      |
| Япония         | RIAJ              | Золотой      |

| Год  | Песня               | Чарт | Чарт | Чарт |
| Год  | Песня               | ГЕР  | ФРА  | ROCK |
| ---- | ------------------- | ---- | ---- | ---- |
| 2012 | «In My Remains»     | 83   | 151  | 10   |
| 2012 | «I’ll Be Gone»      | —    | —    | 26   |
| 2012 | «Lies Greed Misery» | —    | —    | 37   |